# Charles Córdoba
Charles Cordoba Sánchez (Carepa, Antioquia, Colombia; 15 de septiembre de 1982) es un futbolista colombiano. Juega de delantero y actualmente es agente libre.

## Clubes
| Club                   | País      | Año         | Partidos | Goles | Media |
| ---------------------- | --------- | ----------- | -------- | ----- | ----- |
| Deportivo Rionegro     | Colombia  | 2006        | 11       | 4     | 0.36  |
| Deportivo Pereira      | Colombia  | 2007        | 11       | 0     | 0.00  |
| Real Juventud          | Honduras  | 2008 - 2009 | 25       | 5     | 0.20  |
| Vida                   | Honduras  | 2009 - 2010 | 26       | 14    | 0.54  |
| Motagua                | Honduras  | 2010        | 10       | 1     | 0.10  |
| Necaxa                 | Honduras  | 2011        | 11       | 5     | 0.45  |
| Vida                   | Honduras  | 2011 - 2012 | 36       | 14    | 0.38  |
| Atlético Choloma       | Honduras  | 2012 - 2013 | 21       | 3     | 0.14  |
| Heredia                | Guatemala | 2013        | 38       | 15    | 0.39  |
| Parrillas One          | Honduras  | 2014        | 17       | 9     | 0.53  |
| Xelaju Mario Camposeco | Guatemala | 2014        | 18       | 5     | 0.28  |
| Marathón               | Honduras  | 2015        | 16       | 7     | 0.44  |
| Parrillas One          | Honduras  | 2016        | 14       | 5     | 0.36  |
| Marathón               | Honduras  | 2016        | 18       | 6     | 0.33  |
| Juticalpa              | Honduras  | 2017        | 10       | 2     | 0.20  |
| Total                  | Total     | Total       | 282      | 95    | 0.33  |